# Clonaria nana
Clonaria nana är en insektsart som först beskrevs av Leo L. Mishchenko 1941.  Clonaria nana ingår i släktet Clonaria och familjen Diapheromeridae. Inga underarter finns listade i Catalogue of Life.